# Balatonberény
Balatonberény è un comune dell'Ungheria di 1.210 abitanti situata nella contea di Somogy, nell'Ungheria centro-occidentale.